# 北京市海淀区文物保护单位
北京市海淀区文物保护单位是根据《中华人民共和国文物保护法》和《北京市实施〈中华人民共和国文物保护法〉办法》的有关规定，北京市海淀区文化委员会提出，经海淀区人民政府同意并公布的区级文物保护单位。
北京市海淀区文物保护单位自1981年3月13日公布第1批名单以来，已公布4批。
- 第一批：1981年3月13日公布，共9项[2][3]（1982年3月22日公布海淀区第一批文物暂保单位45项）[3]
- 第二批：1999年1月公布，共18项（同时公布文物暂保单位24项）[2]
- 第三批：2001年11月公布，共12项[2]
- 第四批：2014年8月31日公布，共77项[4]

## 列表
| 名称                       | 分类 | 所在                           | 图片 | 备注 |
| -------------------------- | ---- | ------------------------------ | ---- | --- |
| 蓟门烟树碑                 |      | 元大都城垣遗址公园             |      | 位于元大都土城西北隅，建于清乾隆十五年（1750），是乾隆题写的“燕京八景”御制碑之一。元代人称之为“蓟门飞雨”，明代始称“蓟门烟树”。1985年园林局重修，以石碑为景观，兴建廊舍亭楼，定名为“蓟门公园”，供人参观。碑身正面刻有乾隆所书：“蓟门烟树”。背面有乾隆所作七言律诗一首，现已模糊不清。碑坐北朝南，汉白玉石质，长方形。碑基为须弥座，上饰莲花浮云纹。碑首为僧帽形，刻有雷纹。碑身高2.3米，宽1米，厚0.38米。碑座高0.85米，宽1.38米，厚0.75米。原立于黄亭中，1900年黄亭被毁，碑即暴露在外。 |
| 李大钊烈士陵园             |      | 万安公墓                       |      | 位于海淀区万安公墓内。面积2200平方米，陵园坐西朝东。陵园园门上房悬挂“李大钊烈士陵园”匾额，园内迎面为李大钊烈士的汉白玉雕立像。墓后有一座宽4米，高2米的花岗石纪念碑，碑身正面镌刻着邓小平书题写的“共产主义运动的先驱，伟大的马克思主义者，李大钊烈士永垂不朽”，背面是中共中央为李大钊烈士撰写的碑文。陵园内还辟有李大钊烈士革命事迹陈列室，介绍了烈士生平事迹，还陈列了老一辈无产阶级革命军与党和国家领导人缅怀李大钊烈士的题词。李大钊同志是中国共产党的创始人之一，是在我国传播马列主义和从事共产主义运动的先驱。1927年4月6日被军阀张作霖逮捕，4月28日英勇就义。灵柩最初停厝在宣武门外长椿寺中，5月1日又移至灵光阁浙寺。1933年4月2日，地下党组织在万安公墓为李大钊举行了隆重的葬礼。同年5月28日，李大钊夫人赵纫兰病逝，葬于李大钊烈士墓旁。在党中央的指示下，1982年12月下旬李大钊烈士陵园开始设计规划，1983年3月18日，即巴黎公社革命纪念日，李大钊夫妇灵柩从旧墓移葬到陵园中。1983年10月29日，举行了李大钊烈士陵园落成典礼。 |
| 定慧寺                     |      | 阜成路66号                     |      | 始建于明宣德年间，初名善法寺，后改云惠寺，康熙四十一年（1702）赐名定慧寺。明正德四年（1509）及正德六年（1511）曾修并勒石刻碑记其修缮经过明万历二十七年（1599）又进行大规模重修，清康熙及乾隆两代又进行重修。建国后由公安军工师保管使用，后归北空护校歌舞团及空军干休所使用。1983 年干休所出资修缮。定慧寺寺坐北朝南，中轴线对称布局，依次为山门、天王殿、中殿、大雄宝殿、东西配殿、耳房等，共计近40 间殿房。其中大雄宝殿面阔三间，前出月台，后出抱厦，硬山大脊大式大木，甚为雄伟，保留了明代的建筑形式。大殿内悬清康熙皇帝御笔“慈云广覆”匾额。院内现存明碑三座，清碑二座。 |
| 白塔庵塔                   |      | 西三环北路54号院               |      | 位于西三环中国画研究院内，始建年代不详，现仅存孤塔。相传为明建文帝在“靖难之役”中逃出南京，削发为僧，晚年来到北京，寺后葬于西山，并建衣钵塔。该塔塔高25米，为藏传佛教中密宗覆钵式砖塔。塔基为砖石混合型单层须弥座，座上雕刻有六层青石仰莲，塔身四面均有佛龛，内刻石佛座，十三天由环形石料垒砌而成。塔刹为青砖砌筑，顶刹部位安置两吨重铜制华盖及宝瓶，十分精美。1983年中国画研究院出资重修，辟为院址，与周围的仿古建筑相映生辉。 |
| 高梁桥                     |      | 高梁桥路                       |      | |
| 普照寺                     |      | 苏家坨镇徐各庄村               |      | 位于北安河乡大觉寺以北始建于明天顺五年（1461），弘治六年重修。普照寺坐西朝东，四合布局，分南北两院。其中南院为正院，有山门、正殿、南北配殿、放生池等， 建筑格局完整，是研究明清佛寺的重要实例。北跨院有僧房三间，东西南北均开间，以回廊相接。正中东房东出后抱厦三间。正殿山门为歇山顶，砖石枋木大式，门上有“普照禅林”匾额。正殿小式大木，硬山挑大脊，正殿带四间耳房，后出抱厦一间，南北配殿各带两间耳房。山门东有水池一个，残碑一通。正院南北配殿为筒瓦箍头脊卷棚，北院僧房为棋盘心，水池周围有碑首四个，龟趺尾三个，正院及北院各有香炉座一个，正院有棋盘石一个，正院南有残碑身一通及“大明诰封圆修慈济国师塔铭”一个。普照寺后山坡上，尚存明成化九年(1473)《圆寂禅师碑》一通，螭首，碑高2.6米，宽0.9米，文已漫漶。 |
| 恩佑寺山门                 |      | 颐和园路                       |      | 建于清雍正元年（1723），此处原为畅春园清溪书屋，康熙皇帝晚年常在此寝宴， 并逝于此。雍正皇帝“ 为圣祖仁皇帝荐福”， 建恩佑寺于畅春园之东垣，并将书屋改成恩佑寺。原恩佑寺坐西朝东，共三进院落。第一进山门，歇山无梁结构，上覆黄琉璃瓦，面阔1间，石拱券门，券面上饰有缠枝牡丹纹，题额“敬建恩佑寺”。过石桥至二进山门，额题“龙象庄严”。再进山门为三进正院，西为正殿5楹，额为“心源统贯”，为雍正帝御笔。殿内奉三世佛。南北各一配殿，奉药师佛和无量寿佛。1860年被英法联军所毁，仅存山门一座，坐西朝东，歇山顶，琉璃瓦，无木梁结构，拱券石门。 |
| 恩慕寺山门                 |      | 颐和园路                       |      | 位于北京大学西门外，建于清乾隆四十二年（1777）。乾隆时，皇太后曾长期居于畅春园，太后病逝后，乾隆皇帝“昭承家法”以寄托哀思。原恩慕寺形制仿恩佑寺，一进山门额“敬建恩慕寺”，二层山门额“慈云广荫”。正殿额“福应天人”，均由乾隆御书。正殿奉药师佛1 尊，左右奉药师佛108尊。南配殿奉弥勒佛，北配殿奉观音佛。园内左右各立一石碑，上面刻有全部药师经和乾隆御制恩慕寺瞻礼六韵诗。1860年恩慕寺被英法联军所毁，现仅存山门一座，坐西朝东，歇山顶，琉璃瓦，无木梁结构，拱券石门。1981年公布为海淀区文物保护单位，1985年北京市文物局进行重修，更换了琉璃瓦。 |
| 正蓝旗清代碉楼             |      | 香山东麓八旗营房遗址           |      | 建于清代乾隆年间。用于训练健锐营云梯攻占而设。清中叶，乾隆皇帝为平定大小金川，在香山一带的八旗营房附近修建碉楼，用于军事训练。每旗八个，共六十四个。此碉楼即为其中之一。碉楼由毛石、青石混合砌筑。碉楼坐北朝南，共四层，均以虎皮石砌成。每层有青石腰线，各开有石窗三扇，从二层始为空心，是海淀区所存碉楼唯一的空心结构。每层均有流水槽二条，是清代乾隆年间极为典型的用于军事训练的建筑。 |
| 清河古城遗址               |      | 东升乡朱房村西南               |      | 位于清河镇朱房村西南，为战国至汉代时期遗址，原城呈正方形，城址为黄土夯筑而成，周长约2000米。西、南城墙大部分保存，北、东城墙残迹可辩。1955年曾对城址进行过局部发掘，发掘出土了大量兵器、农具，是现存距北京城区最近的汉代古城遗址。 |
| 上庄东岳庙                 |      | 上庄镇                         |      | 位于上庄乡永泰庄，始建于明代，其正名为东岳行宫。庙西南约1.5公里处有清代康熙朝大学士明珠祖茔。明珠之子、清代著名词作家纳兰性德和夫人卢氏之墓都葬于此祖茔内。明珠在世时曾自愿修缮本庙及附近龙王圣母庙和真武庙，明珠死后，其家总管安尚仁于康熙五十九年（1720）主持修葺了本庙。庙坐北朝南，分东西两路，以西路为主。西院有殿三进，依次为山门、钟鼓楼（现钟楼无存）、天王殿、大雄宝殿、后殿以及左右配殿。山门为大式大木，鼓楼为二层歇山顶大式耍头，出昂。三座大殿保存较完整。天王殿三间，小式大木，硬山调大脊，灰筒瓦，前门拱券有精美的浮雕云龙图案；大雄宝殿三间，大式大木，庑殿顶，双昂五踩斗拱，旋子彩画，前出月台；后殿五间，小式大木，硬山调大脊，灰筒瓦。东路为跨院三进，四合布局，前殿面阔三间，中殿面阔五间并北面出抱厦三间，后殿面阔五间。庙南约百米处有戏楼，坐北朝南，台基高2米，以花岗岩石条砌筑。前为卷棚式建筑，歇山式敞轩，后为硬山式顶，山墙开什锦花窗，这里过去是每年东岳庙朝香时节的演出场所，十分热闹。          |
| 鹫峰地震台                 |      | 鹫峰风景区                     |      | 位于北京市海淀区苏家坨镇北安河村西，地处鹫峰国家森林公园秀峰寺南侧，是中国地震学家自行修建的第一座地震观测台，隶属地质调查所。 |
| 贝家花园                   |      | 阳台山东麓                     |      | 位于海淀区北安河村阳台山东麓下，始建于民国时期，原为北安河村闵姓私产，民国时期协和医院法国医生贝希业为女儿疗病静休，租用此处辟为花园别墅。抗战期间，曾多次在此救护抗日同志。贝家花园依山势而建，整体风格为中西结合式，建筑由三部分组成，分东南石楼，北部的建筑群，西南部的建筑群。现存建筑有石楼、二层北楼、石碉楼、水池、西南部正房、排房，其中石楼位于三组建筑群的东侧约二百米处，石楼坐西南朝东北，正门有青石横匾，上书“济世之医”，楼分四层，虎皮石砌筑，在二层北楼西南有二层石楼，砖与毛石混筑。楼前有水池、藤萝架、喷泉等。园门外为一座三层西式石城堡。贝家花园是北京少见保存较好的中西合璧的私家花园之一。 |
| 孙岳墓                     |      | 温泉村显龙山南侧山环中         |      | 建于1931年，墓及园寝座落于温泉村显龙山东脉山麓下，坐北朝南，占地面积80亩。园寝由墓、碑亭、纪念堂组成，墓四周建半椭圆形月台1座，青石台阶，墓为黄土堆坟，墓前立墓志铭一方。坟四周砌白石基座，墓前摆置青石质雕刻精致的须弥座供桌1座。纪念堂建筑风格中西合璧，内有冯玉祥、谭延闿、何其巩、蒋介石等人题字石刻。墓对面南36 米处建有“孙禹行先生纪念碑”碑亭1座，八角攒尖，东侧建有纪念堂1座。墓西23 米处建有“孙公禹行纪念碑”碑亭1座，四角攒尖，园寝东南5米处为其儿子及儿媳——孙白琦夫妇之墓。孙岳，字禹行，河北高阳人，为明末名将孙承宗之后，生于光绪四年(1878) 年，卒于中华民国十七年(1928 年)5 月27 日，享年51 岁。早年加入同盟会，曾与冯玉祥、王金铭、施从云等人共谋滦州起义。为人慷慨豪迈，革命意志坚定。1924年任北京卫戍副司令，曾和冯玉祥、胡景冀一起，发动北京政变，囚禁曹锟，驱逐溥仪出宫。后出师北伐，于1928年病故。 |
| 广仁宫（西顶）             |      | 四季青镇蓝靛厂                 |      | |
| 梁启超墓园                 |      | 北京植物园                     |      | 位于北京植物园内，该墓坐北朝南，占地约0.88公顷，由梁启超之子，我国著名建筑专家梁思成设计。墓主体为黄色花岗岩结构，墓前有八角形石筑方亭一座，汉白玉石碑两通，现保存完好。 |
| 承泽园                     |      | 北京大学校内                   |      | 位于北京市市海淀区燕园街道挂甲屯村。承泽园为清代皇家花园，约始建于雍正三年(1725)，当时为果亲王允礼赐园。道光年间，该园赐给皇八女寿恩公主，咸丰九年收归内务府管理。光绪中叶，又赐给庆亲王奕劻做邸园。光绪二十六年(1900)，八国联军劫掠圆明园，其周围园林亦遭破坏，唯承泽园幸免。1912年清帝逊位后为收藏家张伯驹所有。1953年被北京大学购得，1998年廖宗明先生捐资修建，现为北京大学科学与社会研究中心教学科研办公场所。承泽园现保存有中、东、西三路院落，占地约20000平方米。西路为园林式建筑，内有爬山廊，勾连搭房屋，方轩亭，流苏古树，石刻。中路为四合院，内有房屋4栋，共21间。东路为四合院，内有房屋4栋，垂花门1 座，房间共17间。承泽园全园布局前部空旷，以山水为主。后部严谨，以建筑空间为主，清新幽静。幽竹傍岩，游廊曲折，是京西独具北方风格的一座园林，作为圆明园的附属园林对研究清代皇家园林有一定的价值。 |
| 海淀镇彩和坊24号四合院     |      | 海淀镇彩和坊24号               |      | 位于彩和坊南端，传为清朝著名太监李莲英在海淀镇修建的三处宅院之一，始建于清光绪中叶，占地约2100平方米。该院原大门坐东朝西，进门后南侧为车马房，东跨院原为花园，现车马房东跨院都已无存，其中东跨院为解放后拆除。现尚存三进四合院，结构较为完整。该院落现坐北朝南，第一进院落有门楼，上面饰以精美的人物故事砖雕；进门后有青砖悬山式影壁，景致美观。西有屏门，一进院落有3间倒座南房及东西配房，正北有垂花门一座。二进院有北房5 间及东西配房，背有抄手廊相通。第三进院落有罩房5间及东西配房，皆以廊相通。该院后由李莲英胞弟之孙李瀛洲居住，李瀛洲后来开办的“民生月刊社”社址即在此院。2000年海淀区卫生局投重资对该院进行了全面修缮，是海淀镇目前现存较为完好的民居宅院。 |
| 齐白石墓                   |      | 魏公村西南原湘潭公墓内         |      | 齐白石（1863-1957）， 名璜， 号白石山人。湖南湘潭人，杰出的中国画家，曾任中国美术家协会主席，中国画院名誉院长，1953年被文化部授予人民艺术家光荣称号，1955年获国际和平金奖。齐白石先生的作品为中国和世界艺术宝库留下了不朽的财富。1957年齐白石逝世后安葬于海淀区魏公村小区北侧，原为湖南义地中齐白石私人茔地。原墓地为南北走向，占地约88平方米，方形水磨石拼接而成。由东向西为齐白石先生及其继室胡宝珠之墓，两墓并立，墓前立有汉白玉石碑，碑文由齐白石弟子、著名画家李苦禅撰写。齐白石墓在文化大革命期间遭受严重破坏，1983年经过文化部、北京市人民政府批准进行重修，并举行了落成纪念仪式。后因魏公村地区外来人口骤增，不文明行为破坏了墓地，已于2013年6月底迁移至北京香山的金山陵园。 |
| 马甸清真寺                 |      | 马甸南村7号                    |      | 建于清康熙年间，清道光三十年重修。《重修京都德胜门外马店礼拜寺碑记》碑，碑中记云“……年久失修司事……大殿广十六间……殿出左庑为讲学经台右庑为清真小学讲以台……大殿外房间凡廿有一……”。1946年大修，1983年至1984年大修恢复原貌。大殿坐西朝东，寺中有“永垂不朽”、“清真古教”两通碑。山门歇山顶砖石结构，拱券门上有汉白玉匾，上书“清真寺”，入山门北配殿三间为办公室，南配殿为水房，垂花门有大抱鼓石，以西有月亮门一座。进垂花门后为大殿，两侧为南北讲经堂，北讲经堂西有女大殿一栋，南讲经堂西为学习班。整座寺院共计房屋77间，是海淀规模最大的一座清真寺。 |
| 广源闸及龙王庙             |      | 广源闸路                       |      | 坐落在长河北岸，庙北为万寿寺路，庙西南30米处为广源闸桥。现存殿一间，坐北朝南，小式箍头脊硬山，筒瓦，后期修缮时抹上水泥，门额上绘苏式彩画，前檐为隔扇门窗。解放后经过住户和市政部门的修缮，现保存较好。 |
| 紫竹院行宫                 |      | 紫竹院公园                     |      | 原为明代万寿寺下院，于乾隆年间建成行宫。据清光绪十一年（1885）重修紫竹院碑记载：“古刹紫竹院者，万寿寺之下院也。”乾隆皇帝位孝敬其母后钮钴禄氏，在庙中供奉观音大士像一尊，赐名“紫竹禅院”，并在西侧修建一座行宫，作为他陪同母后去万寿寺和游逛苏州街的驻跸之所。行宫坐北朝南，全盛时门上端悬挂横额上书“福荫紫竹院”五个大字，相传为乾隆御笔。宫门三楹，东西建倒座房各三间，两旁各开罩门一间，进门两侧各建折角游廊十五间。正殿五楹，四角出廊厦，再进为二宫门三楹，进门正北建九楹两层楼一座，中悬匾额“报恩楼”，为乾隆御笔。院中遍植从南方移植的名贵翠竹，景色优美。现行宫以纵轴为主均衡对称的布局，沿中轴线依次为平台、宫门、影壁、正殿、报恩楼，入宫门西侧有西跨院，西跨院建于清光绪年间，是帝后出游时随行官员的坐落处，现用院墙围合后号“寄云轩”。东跨院是原“紫竹禅院”旧址。20世纪80年代曾经对行宫进行过修缮。2009年北京市文物研究所组织考古工作人员对性宫内的部分建筑基址进行了考古发掘，清理清代建筑基址2处，总面积约400平方米。  |
| 法华寺                     |      | 法华寺路1号                    |      | 位于中央民族大学西门外，始建于明万历年间，清代有修缮。建筑风格独特，布局严谨，精巧别致。寺坐北朝南，中轴对称布局，沿中轴线有殿三进，依次为山门殿、天王殿及东西配殿、大雄宝殿。山门殿正中有石匾额，上刻“敕赐法华禅寺”。山门殿为歇山大脊，面阔一间，左右各有一旁门。前殿面阔三间，东有门洞一间，硬山大脊，左右有顺脊房。后殿面阔三间，前有月台，两侧有耳房，东西配殿各三间，硬山箍头脊。20世纪50年代开始为中央民族大学幼儿园使用。 |
| 孙传芳墓                   |      | 北京植物园                     |      | 位于香山南路北京市植物园东北侧，北临寿安山，南、东、西侧为绿化地， 墓地周围松柏围绕。孙传芳(1885-1935)，山东历城人，系北洋军阀， 曾任五省军总司令， 后息影天津， 皈心佛乘， 民国二十四年（1935）被女杰施剑翘开枪打死于居士林， 死后葬于此。现有祠堂一幢，坐北朝南，由两进庭院组成，其东部为墓地区。墓区有歇山式门楼，砖楣上刻有“泰安孙馨远先生墓”，八个隶书大字。门内月台上有一座覆钵式石塔，四面围以石栏杆，前左侧立有高大石碑，记述他的一生及事迹。墓内地宫已于1969年“文革”中被打开，现辟为油库。原祠堂内的牌位、炉瓶、石桌等物已无存。 |
| 立马关帝庙                 |      | 四季青镇蓝靛厂                 |      | 建于清光绪年间，是由慈禧太后的大太监刘诚印主持。太监庙多供关羽，以寄托无亲无故的残身。立马关帝庙庙因山门左侧之殿塑有一匹红色“赤兔”马得名。建成之后，大太监崔玉贵献香火地680亩，宫中年老病衰的太监栖居于此安度晚年。 庙坐北朝南，多进式四合布局，东西两路，各有两进四合院，主要建筑在东路。依次有：山门殿，中殿，后殿，东西配殿。再进有后院正房，东西配房。西路依次为：山门殿，中殿，东西配殿，二进院落有正房，东西配房。山门殿面阔3间，卷棚硬山调大脊。中殿面阔3间，卷棚硬山调大脊，顶饰绿琉璃瓦。后殿前汉白玉牡丹纹饰碑座及青石香炉座尚存。 |
| 北坞金山寺及戏楼           |      | 四季青镇北坞村（现北坞公园内） |      | 位于海淀四季青镇北坞村，明天顺五年（1461）建。原名普陀寺， 明、清两代多次重修，建国后为北坞小学使用，文革期间遭到严重的破坏。海淀区文化委对北坞金山寺及戏楼进行了整体修缮，2014年6月竣工后整体移交给属地政府— 四季青人民政府。寺坐北朝南，有殿三进，依次为灵光殿、正殿、后殿，此中轴线两侧分别自南向北对称排列有：厢房、耳房及配殿，院落东北角为戏台，坐北朝南，面阔三楹，双卷式建筑。 |
| 西禅寺                     |      | 四季青镇小屯村东               |      | 位于四季青镇小屯村东，明正德八年（1513）建，原名褒贤寺，为正德太监泰安的祠堂。秦安时任锦衣卫带俸指挥同知，曾于正德三年（1508）在万安山弘教寺旁建翠岩寺，正德八年在小屯村购地建祠，敕名褒贤寺，后称西禅寺。西禅寺坐北朝南，原有殿三进，前殿面阔三间，硬山调大脊，正殿面阔三间，硬山调大脊，有东西配殿各三间。现存前殿、正殿及东西配殿、后殿左右耳房及东西配殿。寺内现存石碑一通，为正德八年敕诲碑，石虎一只。石匾额在西南角，上有“重修古刹西禅关帝禅林”。 |
| 升平署                     |      | 颐和园东宫门外                 |      | 升平署是清代掌管宫廷奏乐、演戏事务的机构，位于颐和园东宫门外牌楼北侧。光绪十四年（1888），慈禧太后以“颐养冲和”为名，在清漪园的故址建颐和园。同时，一些为帝后驻跸颐和园时服务的宫廷机构和政府派出机构如意馆、升平署、军机处公所、外务部公所等附属建筑也开始兴建。升平署行署，作为宫廷梨园子弟和太监的住所及存放演出的服装用具，一共有五进院落，一进为四合布局，二进为一排房，三、四、五进为四合布局。坐北朝南，箍头脊，部分有掐箍头彩画，现保存完整。1924年，逊清小朝廷被逐出紫禁城，升平署解散，颐和园升平署所存物品尽数散失。1928年，其旧址成为颐和园事务所管辖的颐和园民众学校（即颐和园小学的前身）的校址。1942年，又被日伪当局所办的“建设总署土木工程专科学校”占用。抗战胜利后于1946年转归清华农学院。1950年由中央党校接收并管理至今。 |
| 龙王圣母庙                 |      | 上庄镇                         |      | 位于上庄镇永泰庄，始建年代不详，据现庙中仅存清康熙五十五年（1716）十月《重建龙王圣母庙碑记》可知，现存建筑是清康熙五十五年重修。龙王圣母庙规模完整，坐北朝南三进院落，东有跨院，沿中轴线依次为山门、前殿、中殿、大殿及左右配殿。山门前一对夹杆石左右分列，山门石额“龙王圣母庙”。进入山门有钟鼓楼，前殿硬山调大脊、筒瓦，钟鼓楼为二层歇山，“重建龙王圣母庙碑记碑”立于前殿前东侧。正殿为和玺彩绘，配殿苏式彩绘。东跨院为二进四合院，东跨院房屋皆为筒瓦箍头脊。 |
| 怡贤亲王祠                 |      | 温泉镇白家疃小学院内           |      | 和硕怡亲王是康熙第十三子，雍正帝的弟弟，总理户部，雍正八年病逝。生前在白家疃建别墅，后改祠堂。 和硕怡亲王祠建于清雍正十年，祠堂坐南向北，呈一字中轴。自北向南依次为山门、前殿、后殿。山门对面是戏楼，坐北朝南。山门面阔一间，歇山屋顶，筒瓦屋面，有正吻、垂兽、小兽。匾额为“贤王祠”；前殿面阔三间，为硬山卷棚，筒瓦屋面，旋子彩绘；后殿面阔四间，小式大木，硬山调大脊，抱厦亦为硬山卷棚，抱厦前出月台；戏楼面阔五间，戏楼抱厦为硬山卷棚，苏式彩绘；残碑四通，位于后殿西侧，分别为“敕赐白家疃贤王祠祭田碑记”碑、“敕建白家疃和□怡亲王祠碑记”碑、“罗夫人纪念碑”、和“千载不朽碑”。 |
| 熊希龄墓园                 |      | 四季青镇北辛村                 |      | 熊希龄（1870-1937），字秉三，别号明志阁主人，又号双清居士，湖南凤凰县人。他早年投入维新运动，1913年被袁世凯任命为国务总理，五个月后辞职，隐居天津。1920年在香山创立香山慈幼院。1937年逝世于香港，遗体安葬于香港华人公墓。该墓园始建于1912年，最早是迁移熊老先生遗骨而建，1992年，香山慈幼院校友会将熊希龄的遗骨从香港迁葬于此。墓坐西北朝东南，四周被虎皮石墙环绕，墓园中间为熊先生之墓，西北为其先姑先翁之墓，西南为先妣熊母朱太夫人之墓，东北为一空墓。南20米处为“先嗣父熊公泉之墓”。园中散落残碑1块，及双龙戏珠碑座1个。 |
| 香山八旗高等小学           |      | 北正黄旗36号                   |      | 原称香山健锐营八旗高等小学，建于清乾隆十五年（1750），为健锐营子弟教授满语及骑射等技艺的官学。清光绪二十七年（1901年）为健锐营两翼知方学社。戊戌变法后，1902年官学改并为中、小学，在此建立了八旗高等小学延续至今，现为香山小学。现存建筑建于清乾隆年间，筑于青龙山东麓山脚三层高台上，坐西朝东，三进院落，布局规整。现存房屋九十余间。今大门、二门及其主体建筑基本保持原有建筑风格及格局，是北京地区现存较为完整的清代八旗小学堂，是研究清代官学的重要实物资料。 |
| 妙云寺                     |      | 四季青镇普安店村口             |      | 建于乾隆年间，建成后赐给了山东巡抚贵泰，至清末，贵泰的后人将家庙卖给了驻藏大臣张家，张家不信佛，将寺中泥胎偶像倒，作为别墅使用，取名“石居”，并换上“石居”石匾。1937年“ 七七” 事变后，“石居”曾被协和医院占用，20世纪60年代曾为海淀修养所。该寺坐南朝北，四合布局，依次为山门、敞轩、正殿及东西配殿。山门、敞轩均为歇山大脊，灰色筒瓦屋面，正殿为硬山筒瓦箍头脊，面阔三间，左右均有耳房，前后出廊，旋子彩画，据资料称正殿后有石灰岩假山，院内有无字碑两通，现均已不见，山门南有汉白玉石碑两座。 |
| 周云端和尚塔               |      | 北安河乡大觉寺南               |      | 建于明弘治年间，是一座七层八角密檐式砖塔。塔高约17米，塔基为双层须弥座，座上为三层砖雕仰莲，塔身饰以仿木结构的砖雕门窗，具有较高的保护价值。周云端和尚名周吉祥，又名周云端，曾在大觉寺为僧。相传其姊周太后在作贵妃时，曾以祝寿为名，为其在报国寺旁修建了大慈仁寺，周吉祥任第一代住持，还曾任僧录司( 明代管理宗教事务的最高机构) 左善世。吉祥死后就葬在大觉寺西南的山坡上，即周云端灵塔。 |
| 香岩寺                     |      | 永丰屯村南                     |      | 香岩寺始创年代不详，最早为弥勒院，规模很小。康熙六十一年（1722）重修，改名香岩寺。2003年经过修缮。寺坐西南朝东北。整体分三进院落，依次为山门、钟鼓楼、左右配殿、门神殿、左右配殿、天王殿、左右配殿、大雄宝殿、左右配殿。山门筒瓦歇山顶，三拱券石门。钟鼓楼为重檐歇山，筒瓦屋面。门神殿亦为筒瓦歇山顶，旋子彩绘。天王殿为硬山调大脊。所有配殿均有耳房，耳房为筒瓦卷棚箍头脊。门神殿前有“御制香岩寺碑记”碑一通，为康熙五十九年三月十八日立，阳面字迹漫漶不清，仅见日期为“康熙六十一年”。右碑为满文碑。天王殿前古树1株，门神殿前古树二株。寺碑有古井一眼，尚未干涸。香岩寺大殿为永丰屯小学使用，西部由永丰中学使用，现为海育房地产开发公司使用。 |
| 响塘庙                     |      | 鹫峰国家森林公园               |      | 建于清咸丰时期，咸丰九年（1859）九月九日落成。于鹫峰东麓依山势而建。现存建筑有前殿，正殿，山门殿，耳房与正殿间有南北配房。山门殿为筒瓦箍头脊，耳房筒瓦卷棚，左右开旁门，配房为筒瓦卷棚，前出廊，正殿筒瓦卷棚箍头脊。正殿前有“大清北京城西北响塘庙碑”一通，为咸丰九年九月九日立，全部建筑为小式大木，箍头脊彩绘。 |
| 秀峰寺                     |      | 鹫峰国家森林公园               |      | 位于海淀区苏家坨镇鹫峰山下，明正德六年由太监高让所建，1925年道士王修真废寺为道观，改名为修真观，1929年大律师林行规买下此寺院后，复更名为秀峰寺，并予修整。抗战时期, 秀峰古刹是华北军民抗击日本侵略者的重要据点、平西情报站和新闻要报社址。1950年, 林律师的夫人将古寺捐给政府, 后归北京林业大学所有。寺坐西朝东，寺有三进，殿房数十间。由东向西依次为山门，前殿，一进正殿，二进正殿，三进正殿。 |
| 金仙庵                     |      | 北安河乡阳台山麓               |      | 又称金山寺，始建年代不详。据传为金章宗西山八院之金水院。明成化年间重修。正德八年（1513）太监谷大用出资扩建。清时改庵为寺。20世纪20年代，中法大学第三农事试验场曾建于此，现寺前公孙树林即为当时所植。抗战时期，寺被日军焚毁。解放初期，在原址上又复建了部分房屋。庵前有金山泉、银杏林，已成为阳台山风景区的主要景观。金仙庵坐西朝东，有殿三进，分为前、后两院。前院有山门、前殿，分别供弥勒佛、释迦牟尼佛。南北两侧建有配殿及配房，后院建有正殿（玉清殿）及南北配殿。前院两侧原各有跨院，现仅存遗址。现有山门殿、正殿及南北配房数十间，格局基本完整。 |
| 龙泉寺                     |      | 北京凤凰岭自然风景公园         |      | 始建于辽代，现存建筑为清代所建。寺坐西北朝东南，依次为山门、石桥、天王殿、东、西配殿、正殿、东西跨院、石塔、石窟，另外山门东有茶棚院一座，院内有房屋二栋。山门中有哼哈二神像，房屋为筒瓦卷棚箍头脊。天王殿、正殿均为硬山调大脊，塔为覆钵式，花岗岩石质。石窟内有八尊佛像，另有无字碑一通，位于石桥西侧，天王殿前。茶棚院有民国十七年碑一通，西跨院有坐西朝东的辽代建筑遗址。东跨院为三进院落，四合布局，有房数十间。寺内有古树若干，石构件若干。 |
| 上方寺遗址                 |      | 聂各庄乡凤凰岭山麓             |      | 建于辽应历十年（960），曾叫妙峰寺，位于凤凰岭北线景区海波650多米的山上。据碑文考证，该寺从明代天顺至清朝道光的300余年中，为香火鼎盛时期，至清朝末期衰落。原寺庙坐西朝东，有三重大殿，即天王殿、大雄宝殿、三圣殿，《昌平县志》有古诗描述上方寺“蜡履响空林，宵来草色侵。蹬盘千级险，寺隐一枝深。古貌僧初定，迥峰曰半险。流水生层底，谁不洗尘襟。”目前仅存五檐六角七层的玲珑塔一座，其上砖雕小佛、小塔，2003年对海淀区文化委对该塔进行了修复。另外，距上方寺东100米处有“应历十年十月六日”刻字，刻字石刻顶上有两个蓄水池，西侧有四个石槽及一口水井（距塔月100米）。另有古银杏树一株，残碑三块，大殿后有覆钵式花岗岩残塔一座。 |
| 明照洞瑞云庵               |      | 苏家坨镇车耳营村西             |      | 遗址坐北朝南，北高南低，原为黄普院，由金章宗完颜璟创建，为其狩猎行宫，后废。明正统二年（1437）赐额妙觉禅寺，明弘治十四年（1510）改称明照洞瑞云庵。据碑文证实，妙觉禅寺因瑞云庵“坍塌旧基”而迁至南50 米处，北部“明照洞瑞云庵”存门楼，金刚石塔，山洞，山洞房基。门楼为花岗岩雕刻。庵内金刚石塔位于山门东侧，高15米的巨石岩顶，始建于明代。塔高约2.5米，为六角七层密檐式砖塔，塔基各角雕饰着一头凶悍环角牛状的饰物，据碑文记载，此塔为妙觉禅寺第一代主持尹奉的寿塔，其尸骨埋于塔下。 |
| 鹫峰山庄                   |      | 鹫峰国家森林公园               |      | |
| 恩济庄关帝庙               |      | 恩济庄57号                     |      | 位于总后勤部干休所内。《日下旧闻考》记载：“雍正十二年（1734）世宗胤禛。赐内监茔地一区，名恩济庄，并于其地敕建关帝庙，于乾隆三年（1738）一月落成。殿内额曰‘威灵普护’，户部尚书海望撰”。庙坐北朝南，依次为山门、钟鼓楼、大殿。整座建筑布局规整，是为内监茔地所赐建，较民间关帝庙更严谨。山门歇山起脊，钟鼓楼二层歇山顶，大殿硬山挑大脊，后出抱厦一间。大殿左右各有一碑座，汉白玉石质，上雕龙、麒麟、羊。 |
| 极乐寺                     |      | 紫瑞嘉园院内                   |      | 位于海淀区北下关街道。明嘉靖二十八年（1549）太监暨擢建。极乐寺坐落于高梁河边，曾垒石为岸以临清池，垂柳婆娑。寺内曾遍植国花牡丹，在京师名噪一时，是当时郊游的理想之所。原寺坐北朝南，分三路，中路有山门、前殿、正殿及东西配殿，正殿后为达本和尚塔，东跨院为花园，西跨院为僧房。寺内原有明嘉靖二十八年《创建极乐禅林记》碑，为大学士严嵩撰书，碑阴刻有明万历五年（1577）《极乐寺护持香火坟茔碑记》。清代曾重修极乐寺。现存正殿，坐北朝南，面阔三间。解放后，曾作为北京第四制药厂办公室。 |
| 公主坟门殿建筑             |      | 新兴桥西                       |      | 公主坟因葬有清嘉庆皇帝两位公主（庄敬和硕公主、庄静固伦公主）而得名。原布局为坐北朝南。北有围墙，从南向北依次有东西配殿、门殿、月台、享殿、宝顶、土围。1965年修建地铁1号线时被发掘，未发现墓志，墓穴为砖砌筑，陪葬品有兵器、蒙古刀等现只存原门殿，原为小式硬山调大脊，现经改建成小式悬山卷棚。 |
| 黄庄双关帝庙               |      | 中关村大街与丹棱街交汇处       |      | 始建于明代，康熙四十九年（1710）补修，因庙西侧尚有一座关帝庙，格局形式相同，故称“双关帝庙”。又因古代凡关帝庙前必立旗杆一根为标志，所以又称“双旗杆老爷庙”庙坐北朝南，四合布局，山门殿三楹，原供关公坐像。东西配殿各三楹，西配殿于1982年被拆。庙内现存古柏一株。 |
| 佰王园                     |      | 中关村西区彩和坊19号           |      | 建于清代，原为僧格林沁花园的一部分，现为八一学校小学部使用。现存坐北朝南的正房五间，左右各有耳房两间，皆为硬山卷棚顶，灰筒瓦屋面，保护状况良好。 |
| 功德寺遗址                 |      | 玉泉山路功德寺1号              |      | 位于著名的皇家园林颐和园与玉泉山之间，是三山五园景区中历史悠久的寺院。功德寺原名大承天护圣寺，始建于元天历二年（1329），为奉敕御建，是元明两代兼有行宫性质的寺庙园林。明宣德二年（1427）重修，改名为功德寺。清乾隆三十五年（1770）重修，并立《御制重修功德寺碑记》。庙于清末民国年间被毁，目前仅存部分石构件以及乾隆御题石碑一通，山门石兽一只，石匾额一块，匾额上刻“敕重建古刹功德寺”。1947年，著名京剧大师程砚秋自费租用了迦南孤儿院（功德寺旧址）开办功德中学，后改为颐和中学，1948年改为玉泉山中学，1995年玉泉山中学并入北京市第六十七中学。2008年交由海淀教委进行重装改造，2010年7月6日北京市海淀区学校后勤管理中心成立并在此办公。 |
| 湖山罨画坊                 |      | 海淀镇玉泉山东                 |      | 位于玉泉山静明园小东门外，东临界湖楼，西邻玉泉山河道管理所。石坊建于乾隆年间，坐西朝东，为仿木结构石坊，自东向西并列两座。前坊已残，仅剩三柱两间，后坊四柱三间。前坊中柱东面刻有“层楼延阁镜光里，绿柳红桃烟霭中”，横幅为“云霞舒卷”；西面刻有“风月清华赢四季，水天朗徹绕三洲”，横幅为“湖山罨画”。后坊中柱东面刻有“何处仙家觅蓬阁，此间逸兴寄清湘”，横批“兰渚蘋香”；西面刻有“岸芷汀兰入画图，天光水态披襟袖”，横批“烟柳春佳”。匾联均出于乾隆御笔。 |
| 六郎庄茶棚                 |      | 海淀镇六郎庄村                 |      | 位于万柳地区六郎庄村西北，原被称为娘娘庙，是旧时人们去妙峰山敬香的歇脚之处，故村民都称其为茶棚。茶棚为四合布局，格局保存尚完整。东西轴线上自西向东排列山门殿和正殿，山门殿面阔三间，原东西两侧各开一扇石券门，正殿坐西朝东，面阔三间，南北配殿面阔三间，是三山五园的附属村落六郎庄村的重要历史建筑。 |
| 六郎庄烈士纪念碑           |      | 海淀镇六郎庄村                 |      | 位于海淀区六郎庄村。墓碑由原村中真武庙碑改刻而成。碑首浮雕有五星云头，碑阳镌刻“革命先烈永垂不朽”八字，上款刻“一九六六年四月”，下款刻“北京市海淀区六郎庄大队贫协敬立”。碑阴刻文“一九四八年十二月，中国人民解放军第四野战军七支队，在北京五塔寺战斗中，有数十名壮烈牺牲的战士，葬于六郎庄。为了怀念革命先烈的英雄事迹，特立碑以志”。 |
| 六郎庄田世光故居           |      | 海淀镇六郎庄村                 |      | 原为清末一官员居所，后转卖至田家手中。院落坐北朝南，三合布局，正房东西侧各有一间耳房，东西厢房各三间，是六郎庄地区唯一保留下来的传统民居。田世光(1916-1999)，号公炜，祖籍山东乐陵，擅长花鸟画，是我国当代著名画家，师承张大千、赵梦朱、吴镜汀、于非闇、齐白石诸先生，是新国画研究会创办人之一。田世光曾任北京工笔重彩画副会长，中国画研究院第一届院务委员，中国美术家协会会员。 |
| 六郎庄真武庙               |      | 海淀镇六郎庄村                 |      | 位于海淀区六郎庄村。始建于清康熙年间，建造者为曹雪芹祖父曹寅。六郎庄真武庙是曹寅在监造畅春园西园时同时负责的一个工程。原供奉真武大帝，庙坐北朝南，三进院落，四合布局，现仅存正殿、东配殿、东西配房及后院西配殿。2014年海淀区文化委员会对此处进行了修缮保护。 |
| 吴家花园                   |      | 海淀镇挂甲屯村                 |      | 位于海淀区青龙桥街道挂甲屯村，原是承泽园西部的一部分。民国时期，此园出售给浙江人吴鼎昌（字达诠），当时该花园大门的门楣上挂有“吴达诠别墅”的木牌，故称“吴家花园”。曾有许多著名人士在此活动。1959年至1965年期间，彭德怀元帅一直居住在这里。吴家花园总体布局为串通中轴线对称格局，由前后两组组成。前部为前厅、正厅，四周有游廊相通，园中水池一泓，后部建有花厅、正房、东西配房，四周建抄手廊，池岸四周散置山石，池西北隅建单檐四角方亭一座。 |
| 马甸黑寺                   |      | 德胜门外后黑寺1号              |      | |
| 肖家河延福庵               |      | 肖家河1号                      |      | 位于海淀区马连洼街道肖家河村1号。始建于清乾隆年间，原名延福禅林地藏庵，同治九年重修。正殿坐北朝南，四合布局，小式大木，硬山，前有月台，南房为倒座式。 |
| 一亩园娘娘庙               |      | 青龙桥一亩园                   |      | 位于圆明园遗址正大光明门东南侧西扇子河边，是清代皇帝亲耕的“籍田”。清代自雍正后，每年春天帝后出园来此举行亲耕之礼，后至嘉庆、道光年间，一亩园皇帝亲耕之礼渐废。光绪间，御前掌玺太监刘诚连在一亩园旁修建了他的家庙及宅园。现存建筑年代为清代。坐北朝南，四合布局，二进院落，均为小式大木，硬山，滴水排山，小式顶，一进院有前殿及东西配殿，前殿前出廊，有左右耳殿，耳殿为筒瓦卷棚顶，箍头脊，东西配殿均有一南耳房，东配殿耳房有箍头脊。二进院有后殿及东西配殿，后殿为筒瓦屋面，后殿耳殿为合瓦卷棚，后殿东西配殿均无耳房。一进院前殿前有碑两通。 |
| 东公所                     |      | 坡上村12号院                   |      | 位于海淀区青龙桥街道大有庄坡上村12号。据传清代此处曾住过一位专给慈禧梳头的王姓太监，后园子被朝廷收回充公，赐予嘉庆帝第五子惠亲王绵愉之孙载润，又称润贝勒园。因载润别号寄云，又称为“寄云别墅”。现有房屋一排，坐北朝南，面阔九间。合瓦硬山调大脊，有蝎子尾，从现有结构看，原布局应为四合布局。房南门楼前有上马石一对，青白石质，上马石底部雕有木构嘴纹饰。 |
| 大有庄小学四合院           |      | 北上坡15号                     |      | 据说晚清设此地给慈禧太后管钱粮，后归一大户。解放前为学校，解放后曾为大有庄小学。现存建筑为二进四合院，坐北朝南，小式硬山，一进院有正门、正房、东西配房，进正门后西侧有一通道通二进院。正门有抱鼓石一对，门前另有抱鼓石一对。 |
| 董四墓娘娘庙               |      | 董四墓村培星小学               |      | 位于青龙桥街道董四墓村。始建于明代，原名天仙庙，清乾隆二十四年（1759）重修，现存建筑建于清乾隆年间。庙整体坐西北朝东南，四合布局。有山门、正殿、左右配殿。山门为筒瓦卷棚，面阔一间，正殿面阔三间，黑琉璃瓦，硬山，左右两殿筒瓦，箍头脊，面阔三间。院内有石碑两通，其一为重修碑，平铺于左配殿前，另一通埋于地下，碑座位于左配殿前。 |
| 鲁班庙                     |      | 青龙桥六间房1号                |      | 位于海淀区青龙桥街道。鲁班庙是修建三山五园等皇家园林的工匠捐款修建的庙，是目前北京地区唯一的鲁班庙。院落三合布局，现存正殿、东西配殿。正殿坐北朝南，面阔三间，硬山，和玺彩绘。东西配殿面阔三间，筒瓦箍头脊。正殿前散落云纹石墩，碑两通，一碑上刻“永垂不朽”，东配殿前存留一仰莲纹石墩。 |
| 309医院天主堂              |      | 黑山扈路甲17号解放军309医院内  |      | 位于青龙桥街道黑山扈路解放军总参谋部总医院（解放军309医院）内，又名“法国楼”，是一座天主教教堂。初由法国人兴建，始建于1919年，后来有德、比、荷等九个国家传教士在此传教，所以又叫九国教堂。这组建筑群原包括修道院、教堂、疗养院、墓地和葡萄园等。现仅存建筑一栋，砖石结构，坐北朝南，呈不对称“十”字形，西翼比东翼长。中间部分为五层，坡屋顶，两旁为四层。 |
| 慈恩寺                     |      | 青龙桥5号                      |      | 位于青龙桥街道青龙桥。慈恩寺又名报国慈恩寺，始建于明万历二十一年（1593），次年落成，民国时重修。整体格局为坐北朝南，由南至北依次为天王殿、正殿、后殿。天王殿硬山大脊，小式大木。正殿硬山调大脊，小式。后殿箍头脊，硬山、排山滴水檐，小式大木。现存天王殿、大通智胜宝殿及后殿。据《日下旧闻考》记载，寺东有塔院，塔园内是慈恩寺开山第一代主持古风禅师灵塔。 |
| 隐修庵                     |      | 青龙桥5号                      |      | 位于青龙桥街道青龙桥东街。隐修庵始建于清，1925年重修。整体为四合布局，前殿硬山箍头脊，小式大木，后殿硬山箍头脊，旋子彩画。前殿面阔三间，进深一间，前殿有耳房。东西二耳房，面阔二间，进深一间。后殿面阔三间。现彩画已磨损，基本不可见。 |
| 大高玄殿牌坊               |      | 大有庄100号                    |      | 位于海淀区青龙桥街道大有庄100号。原建筑位于景山前街，是大高玄殿前品字形排列的四柱九楼式牌楼之一，始建于明嘉靖二十一年（1542），上世纪五十年代原址拆除，六十年代重建于现址。现建筑改建成四柱七楼式，楼顶为庑殿顶，黄色琉璃筒瓦，面阔三间，通高16米，正楼高约10米，底为仰俯莲须弥石座。正面镌“弘佑天民”，背面镌“太极仙林”。 |
| 清河制呢厂办公楼           |      | 清河镇毛纺路                   |      | 位于海淀区清河街道橡树湾东。清光绪三十三年（1907），清政府陆军部以“军队用品自制供应”的名义，奏请官商合办“溥利呢革公司”（即北京清河制呢厂前身），由张之洞等筹资兴办。1908年建厂，1909年正式开工。1912年孙中山先生视察该厂时曾在此演讲。1916年北洋军阀政府接管，并将其更名为陆军制呢厂，1948年底清河制呢厂收归人民政府所有。1988年为庆祝建厂80周年时重修。 |
| 安宁庄兴隆寺               |      | 安宁华庭三区10号楼东侧         |      | 位于原海淀区清河街道安宁庄村。清光绪年间兴建。兴隆寺整体格局坐西南朝东北，分前后殿。均为硬山箍头脊，大式大木。前殿内两侧山墙绘有关公壁画。 |
| 树村清真寺                 |      | 海淀区树村路                   |      | 位于海淀区上地街道树村，圆明园大北门外树村中西南侧。始建于清早期，树村当时是回族聚居的商业村落。寺中大殿前的碑记“曾在大清同治癸酉年（即同治十二年，1873年）孟春重修”。现门楼移至寺西南角，朝西开。现存的三卷大殿为勾连搭建筑，小式大木，硬山顶，三进屋顶中间建单檐四角望月亭。殿前有香炉台一座，其南侧有“万古长春”碑，立于宣统元年；北有“万古流芳”碑，立于同治年间。碑东侧有古树两棵。该寺全盛时规模宏大，院中古槐、古柏参天，环境幽静。文化大革命期间树村清真寺遭到严重破坏，1984年经过海淀公社拨款略加修葺，1985年初恢复礼拜活动。 |
| 北玉河关帝庙               |      | 上庄镇北玉河村                 |      | 位于海淀区上庄镇北玉河村南。始建于清代，清乾隆年间重修。北玉河关帝庙坐东向西，两进院落，中轴对称布局，现存山门、前殿、后殿、东西配殿、耳房，共有房17间。庙内有《重修灵应关王庙碑记》碑一通，螭首龟趺，抱鼓石一对，仿木石构二件。 |
| 永山宅院                   |      | 老营房路与火器营路交叉口       |      | 位于曙光街道老营房路。解放后，永山宅院改为蓝靛厂小学。永山宅院经多年使用及改造，院落格局无存，现仅存东西两院十一座建筑，建筑均为清中期小式建筑风格，板瓦屋面。现有正厅五间、正房三间、耳房一座、配房三间，其余七座均为倒座排房。2012年，原蓝靛厂小学腾退后，由海淀区文化委员会对永山宅院进行修缮。 |
| 瑞王坟                     |      | 四季青镇瑞王坟甲12号           |      | 位于海淀区四季青镇瑞王坟村北京市农科院林业果树研究所内。园寝始建于道光年间，嘉庆皇四子绵忻封瑞亲王，于道光八年卒，其子奕志袭瑞郡王，奕志卒于道光三十年（1850），谥号敏，葬于此。 园寝坐西朝东，前方后圆，沿中轴线依次是石桥（已毁）、碑亭（已毁）、隆恩门、隆恩殿、宝顶（已毁）。地宫青石板拔券，墓道、石门已毁。坟围墙西部尚存。隆恩门面阔三间，隆恩殿面阔三间。2009年海淀区文化委员会对其进行了抢险修缮。 |
| 万安公墓                   |      | 四季青镇万安里1号              |      | 位于海淀区四季青镇香山南路万安里，建于1930年，初期由王荣光、蒋尊祎合资经营，后蒋将股份撤出，由王独资经营。1937年王荣光病故，其子王明德经营。当时占地130亩，入穴下葬者2395位。1960年由北京市民政局接管。“文革”期间遭严重破坏，1983年市政府拨专款进行修葺，扩充了墓地范围。公墓分金木水火土五区，并设骨灰堂、骨灰廊等。公墓内有李大钊烈士陵园，还有爱国将领、革命烈士、艺术家、民主人士等墓葬，现存各种建筑面积2010平方米，经常使用的建筑面积为1550平方米，各类建筑保护使用状况良好。 |
| 金河堤诗碑                 |      | 火器营桥北，京密引水渠西岸     |      | 位于颐和园南墙外长河西岸边。乾隆二十年(1755) 五月立。碑为汉白玉石质，坐西朝东，螭首龟趺，基座正方形，通高约5米。碑体保存基本完好，碑阳字迹漫漶，碑阴刻清高宗乾隆御制《金河诗》。金河碑诗文记述了疏通金河河道，便于行船，灌溉稻田，排涝泄洪的情景。金河自玉泉山高水闸流出，经颐和园西墙，至该碑北侧汇入长河，它是元代金水河的孑遗。当时金水河为皇家御用，所以还有“跨河跳槽”、“濯手有禁”的记载。金河堤诗碑是研究北京水利史及京西水利史的重要实物资料。 |
| 北坞关帝庙                 |      | 四季青镇北坞公园内             |      | |
| 门头新村甲8号四合院        |      | 四季青镇门头新村甲8号          |      | 位于海淀区四季青镇门头新村甲8 号，院落整体格局为两进四合院，正房坐西朝东。一进院东房、西房均面阔五间，卷棚筒瓦硬山。南、北房面阔三间，硬山合瓦。二进院门为垂花门，门口有两个青石质门鼓石，正房面阔五间，南、北房面阔三间，均为硬山合瓦。该院落解放前为一地主家宅院，解放后先是归部队使用，后来第四十五中学将这里用作教室，文革后归四季青乡政府，乡政府将二进院落（西院）出租给香山助剂厂。现该处土地已经归永泰开发公司。 |
| 田村关帝庙                 |      | 四季青镇田村                   |      | 位于海淀区四季青镇田村，建于清顺治十八年（1661）。格局为坐北朝南，现存古建筑北房面阔三间，硬山调大脊，小式。殿前有碑《重修关圣帝君庙碑记》一通，碑文中记载了清顺治十八年重修事宜。 |
| 小屯村侵华日军飞机掩体遗址 |      | 四季青镇小屯村                 |      | 1937 年“七七事变”后，日本帝国主义以侵略为目的，强化了军事设施的建设，在海淀区小屯村修筑飞机场及飞机掩体。该掩体遗址出口处宽17.6米，纵深13米，内高为4.7米，顶部为穹窿顶，水泥浇筑。侵华日军飞机掩体遗址是日本空军在海淀驻军现存的重要物证，为海淀区青少年教育基地。 |
| 法海寺遗址                 |      | 四季青镇红旗村万安山           |      | 位于海淀区四季青镇万安山麓，与晏公祠为邻。相传法海寺原为弘教寺遗址，清顺治十七年（1660）重建，改名法海寺。法海寺原建筑格局坐西朝东，现存山门，其他建筑仅存台基。天王殿和正殿前各有两通石碑，南后殿台基中有石碑倒伏。四块石碑分别是：大清康熙五十年碑、大清康熙五年碑、敕赐法海禅寺碑以及顺治庚子三月御书敬佛碑。遗址西端的山坡上有摩崖石刻两处。 |
| 晏公祠                     |      | 四季青镇红旗村万安山           |      | 位于海淀区四季青镇万安山麓。始建于明正德七年（1512），为太监晏宏所建。原名道统庙，是儒家庙宇。清康熙四年（1665）重修。祠坐北朝南建于山坡上，东部为停云岩石洞，西为地藏殿，另有四方亭一座。停云岩石洞为南向，拱券顶，面阔三间，西间门券刻“四知室”，东间门券刻“三省斋”。四知室洞内壁上有大幅刻字，记晏宏生平事迹。三省斋南窗上刻“邀月洞”，窗有石栏，面阔三间，明间与次间之间有石券门相通，每间石室内均有小龛。停云岩以西约40米为地藏殿，面阔三间，殿内原供有三皇五帝、三王、周召、孔孟诸圣贤以及周、程、张、朱等大儒的石像，现已不存。大殿前原立有一四方石亭，现存于北京石刻艺术博物馆。2015年海淀区文化委对晏公祠进行修缮。 |
| 凤凰岭旮旯庵及石窟遗址     |      | 凤凰岭公园内                   |      | 位于凤凰岭山麓，东南距台头村约2.5公里。原名妙峰庵，因其坐落于山谷深处，俗称旮旯庵，始建年代不详。占地面积约1000平方米。庵原为四合布局，坐北朝南，今已圮，只存两座石窟。一窟在庵西侧，门向东南，面积约20多平方米，另一窟在庵东侧，因窟前有53级石阶而称“五十三磴”。五十三磴建在一座20多米高的巨大山岩上，五十三级石阶陡峭凌厉，宽仅数尺，石级尽头即为石窟，窟高1.83米，深2.15米。临洞眺望，群峰尽收眼底，景色尤佳。曾于2006年修缮。 |
| 凤凰岭石刻                 |      | 凤凰岭公园内                   |      | 刻于民国年间，位于聂各庄村凤凰岭山麓，东距台头村约一公里。凤凰岭峰峦险峻，山势奇丽，为花岗岩体。“凤凰岭”三字为楷书，字体苍劲有力，庄重工整，由北向南排列，每字高约4米，宽近3米，字间4.5米，笔画宽度在0.2米以上，它是北京西山风景区最大的摩崖刻字。 |
| 龙泉寺万缘茶棚             |      | 凤凰岭公园内                   |      | |
| 妙觉禅寺遗址               |      | 凤凰岭公园内                   |      | 位于苏家坨镇凤凰岭公园南线，原为黄普院，由金章宗完颜璟创建。明正统二年（1437），太监赵永等在黄普院旧址上兴建寺庙，赐额“妙觉禅寺”。明成化二年（1466）改建妙觉寺。寺北有天然巨石，名曰“金刚石”，石上建有一座高约2 米的六角七层密檐式砖塔。寺南向，原有山门殿、天王殿、正殿、后殿和方丈院等。1941年秋庙舍被日寇焚毁，现寺基址及银杏树尚存。遗址内有若干石构件及两通碑散落，一为《敕赐妙觉寺记》碑。 |
| 妙峰山香道中北道遗址       |      | 阳台山自然风景区               |      | 在明清两代至民国年间，妙峰山顶峰的碧霞元君庙的香火闻名北方。《燕京岁时记》记载“庙在万山中……自始迄终，继昼以夜，人无停趾，香无断烟”，可见妙峰山香火旺盛。昔日香客进香主要有四条古香道，其中有三条在海淀区域内，分别为老北道、中北道、中道。 中北道自海淀区苏家坨北安河村开始，沿途有七个茶棚遗址，依次为：清福观、响塘庙、青龙山朝阳院、金仙庵、玉仙台、瓜打石、妙尔洼。 |
| 范长喜宅院                 |      | 苏家坨镇北安河村               |      | |
| 中法大学附属中学旧址       |      | 苏家坨镇北安河村               |      | 1923年，民国时期著名教育家李石曾在海淀温泉村建中法大学附属中学，1924年迁至北安河乡环谷园。1924-1925年，冯玉祥、孙岳和胡景翼（字笠僧）捐巨款帮助学校建造了图书馆和校门前石桥，为感谢胡将军义举，图书馆取名为笠僧堂。笠僧堂为近代建筑形式，前有石桥，为花岗岩质地，保存完好。该校原有房七十余间。现存建筑有笠僧堂。 |
| 莲花寺                     |      | 苏家坨镇徐各庄村               |      | 位于海淀区北安河乡大觉寺南。始建于明朝，清光绪年间多次重修并扩建，清末为太监养老送终之所。清光绪十四年、二十八年及三十一年三次重修扩建。寺整体格局为坐西朝东，依山势分三级。一级有莲花池、告示碑及磨盘，二级有山门，卷棚硬山合瓦屋面，匾额“莲花寺”。三级分中院、南北跨院，均为四合布局。中院有山门殿、正殿、南北配殿，山门殿面阔三间。正殿面阔三间，硬山调大脊，灰筒瓦屋面。配殿硬山箍头脊，棋盘心屋顶，南北跨院各有正殿三间。寺内有清光绪十八年（1892） 告示碑、光绪二十八年（1902）《重修莲花寺碑记》碑和光绪三十一年（1905）《重修莲花寺碑记》碑。 |
| 北安河双关帝庙             |      | 苏家坨镇北安河村               |      | 位于苏家坨镇北安河村，建于清代。整体格局坐西朝东，依次有前殿、南北配殿、正殿。正殿面阔三间，筒瓦硬山调大脊，小式大木，和玺、苏式彩绘兼有，现代门窗装修。前殿面阔三间，硬山筒瓦箍头脊，小式大木。南北配殿做法同前殿。现存建筑有前殿、南北配殿、正殿。 |
| 北安河玉皇庙               |      | 苏家坨镇北安河村               |      | 位于苏家坨镇北安河村，始建年代不详。清光绪三十二年（1906）《天津路灯会重修玉皇庙碑记》碑文记载，此庙宇年深日久，风雨摧残墙垣颓败，光绪年间，天津路灯会为了方便每年四月初一至十五日到妙峰山进香的香客，将从村里购得的“津郡路灯会存灯之所”重修。民国时再次重修。殿南有“万古流芳”碑一通。庙整体格局为坐北朝南，三合院落，现存正殿，正殿面阔三间，硬山箍头脊，小式大木，苏式彩绘。 |
| 车耳营关帝庙               |      | 苏家坨镇车耳营村               |      | 建于明嘉靖年间，清光绪初年重修，坐北朝南，院内有“重修碑记”碑一通，为清光绪二年（1876）所立。另有一个碑座和半截碑，在庙东北京凤凰岭旅游开发有限公司院内。现存建筑为2003年修建，三合布局，正殿为原址重修，面阔三间，另建有东西配殿、后殿。配殿面阔各三间，后殿面阔三间带二间耳房，正殿为崇宁殿，后殿为娘娘殿。关帝庙前古松树龄久远，姿态挺拔，铺青叠翠。 |
| 高时明墓                   |      | 苏家坨镇大工村                 |      | 位于海淀区苏家坨镇大工村。据《永清县志》记载，高时明十五岁入宫，掌司礼监印。崇祯十七年（1644），李自成攻进北京，高时明自焚身亡，葬在九龙山（今大工村）。墓门额上镌“一化元宗洞主”六字，门柱刻对联“仁民爱物维国运，复忱怀伦衍圣传”。石室墓坐西朝东，室内左右两侧各有一石仿木构筒瓦檐龛，正面为石棺床，饰以石仿木构垂花门样式，石券顶，均为青石料。该墓室于20世纪60年代修建水库被发现，部分构件被清理拆除用于砌筑水库。有记载大工村山上有玄同道院，据传道院原为高时明宅院，“其山九峰环抱，明司礼监掌印太监高时明寿冢在焉。有浮图曰玄同宝塔”。另据《燕都名山游记》记载，玄同道院内有七级宝塔称玄同宝塔。 |
| 护国佑民观音禅林           |      | 苏家坨镇聂各庄村               |      | 位于海淀区苏家坨镇聂各庄村。始建于明代崇祯五年，现存建筑年代为清代。坐西朝东，分前殿、中殿、后殿，各三间，小式大木。前殿、中殿为筒瓦硬山调大脊，苏式彩绘；后殿为筒瓦卷棚箍头脊，苏式、和玺、旋子混合彩绘，抬头梁垫板有“松柏千年茂，芝兰百岁荣”字样。大门口有石狮一对。中殿后有“护国佑民观音禅林”匾额一块，碑座两个，前殿前有国槐一株，中殿南侧有侧柏一株。2006年、2010年海淀区文化委员会曾两次对该建筑进行了抢险修缮。现存房屋三间，总体保存状况良好。 |
| 西埠头兴善寺               |      | 苏家坨镇西埠头村               |      | 位于海淀区北安河乡西埠头村。建于明正德二年（1507），俗称东庙。寺坐北朝南，前有古树两株，碑两通，两通碑皆螭首龟趺，西侧为《大明创建兴善寺碑记》，为大学士李东阳撰写，碑文记载“首列山门、中立佛殿，左列伽蓝堂而拥护之，右列祖师堂而翊卫之，钟鼓有楼，讲禅有室，供有田畴，福有爨具，环以僧庑，缭以垣墙，坳垩鲜明，金碧交辉，诚然一大成招提也”，说明寺内过去前有山门、中有佛殿、左有伽蓝殿、右有祖师堂，还有钟楼、讲禅室。目前仅存正殿，正殿面阔三间，硬山调大脊，小式大木，木构架上绘有彩画。另一碑为《大明兴善禅寺碑铭记》碑，为翰林学士张天瑞撰。 |
| 周家巷娘娘庙               |      | 苏家坨镇周家巷村               |      | 位于海淀区苏家坨镇周家巷村东。原名娘娘行宫，原档记载院内有“娘娘行宫”石匾一块，“万历十一年”落款。由此知明代时已有该庙。曾于明万历十一年（1583）、清乾隆二十四年（1759）重修。庙坐北朝南，山门已无存。分东西两院，东院有正殿、东配殿，西院有正殿，原中间有配殿。东院正殿面阔三间，硬山箍头脊，小式大木，廊推出，西院正殿面阔三间，硬山箍头脊，小式大木。现存建筑有东院、西院正殿，建筑面积105.6平方米。 |
| 显龙山石刻                 |      | 温泉镇显龙山                   |      | 位于海淀区温泉镇温泉村南显龙山顶。显龙山，又名堂子山，山为石灰岩质，海拔约90米。石壁上镌刻“水流云在”，每字高1.6米，书写端庄工整，气势宏大，为著名社会活动家英敛之（满洲正红旗人，《大公报》和辅仁大学创始人）于1913年手书，取杜甫诗《江亭》“水流心不竞，云在意俱迟”之意，反映了英敛之当时的心境。下有题注为：“英敛之偕内子淑仲小儿千里游此，偶取杜句寄意，时宣统退位之次年正月也”。此石刻被认为是北京地区最大的摩崖石刻，石壁上还有明朝洪武二十七年和正统十年采石匠的刻字等。 |
| 城子山东岳娘娘庙           |      | 温泉镇城子山                   |      | 位于海淀区苏家坨镇城子山村城子山上，北临周家巷，西为大觉寺，建于清代。原山顶紫宸宫因系木结构建筑，遭雷火被毁，现遗存建筑为重建，为了避免再遭雷火之灾，建筑总体全部系砖、石、瓦结构建造。殿内为拱券顶，亦名无梁殿。中殿三间是东岳宝殿，东、西分别是药王殿和财神殿，各一间。东岳宝殿里为拱形顶无梁殿。东岳庙为砖石结构，房檐两侧雕有龙头。入口为大理石质，上圆下方，石刻上雕有精美花纹。左右配殿为方形格局，圆顶，圆顶中央部位有龙雕，龙头居中朝下，右配殿龙雕不存。 |
| 护国寺戏台                 |      | 温泉镇温泉村                   |      | 护国寺戏台位于海淀区温泉镇温泉村。建于清代，坐南朝北，原与护国寺相对峙。面阔三间，硬山调大脊，前出轩为戏台，轩面宽5.7米，进深4.9米，悬山箍头脊，一斗二升麻叶头斗拱，曾是当地重要的民俗活动场所。 |
| 温泉村菩萨庙               |      | 温泉镇温泉村                   |      | 温泉菩萨庙位于海淀区温泉镇温泉村。现存山门殿、北配殿、正殿，共有房九间。院落坐西朝东，山门殿为筒瓦硬山箍头脊，正殿为筒瓦硬山调大脊，旋子彩绘。北配殿为合瓦屋面，硬山调大脊。2008年海淀区文化委将该庙进行了全面修缮。 |
| 大牛坊关帝庙               |      | 西北旺镇大牛坊村               |      | 位于海淀区西北旺镇大牛坊村。始建于清嘉庆年间。庙坐北朝南，院内为三合布局。正殿三间，东西耳房各两间，东西配殿各三间。殿前有清代古柏一株。庙前山门内东侧的旗杆，高约20米，有“京北第一杆”之称，由香杉木制成，用四块花岗岩夹杆石立于砖砌台基上，过去每年从春节到二月初一，村民都在旗杆上张灯结彩以庆祝佳节。关帝庙现为大牛坊村老年活动站。 |
| 韩家川东庙                 |      | 西北旺韩家川村                 |      | 位于海淀区西北旺镇韩家川。始建于清光绪年间，现仅存正殿，面阔三间，硬山，墀头有纹饰。正殿门前有碑两通。东侧为“万古千秋”碑，为光绪八年所立。西侧碑额前书“万古千秋”，后书“遵道而行”，碑阳为禁开山令，碑阴为禁赌令，为光绪甲午年所立。 |
| 韩家川西庙                 |      | 西北旺韩家川村                 |      | 位于海淀区西北旺镇韩家川。建于明嘉靖二十六年（1547），康熙三十四年（1695） 重修， 咸丰十一年（1861）又重修。庙坐北朝南，现有正殿三间、耳房一间，硬山筒瓦大脊，配殿三间，硬山元宝脊。 |
| 冷泉福泉寺                 |      | 西北旺镇冷泉村                 |      | 位于海淀区西北旺镇冷泉村。建于清代。因当地泉水众多，故寺名福泉。福泉寺坐北朝南，原为四合布局，寺内佛像1949年以后拆除，“文革”中殿宇复遭破坏。现仅存正殿三间，建筑面积82平方米，门窗改为现代装修。硬山调大脊，灰筒瓦，脊上嵌有砖雕花饰。1983年重修。 |
| 冷泉关帝庙                 |      | 西北旺镇冷泉村                 |      | 位于海淀区西北旺镇冷泉村。约建于清初，1985年重修，庙坐北朝南，三合布局，正殿三间，面阔9.6米，进深8米，建筑面积74.8平方米，硬山调大脊，筒脊。东西配殿各三间已改建。 |
| 唐家岭关帝庙               |      | 西北旺镇唐家岭村               |      | 位于海淀区西北旺镇唐家岭村。建于清。格局为坐西朝东，现只存正殿，面阔三间，进深一间，硬山箍头脊，旋子彩绘。建筑面积60.48平方米。保护情况较好。2013年由其管理使用单位出资进行修缮，恢复了两进院落的格局。 |
| 西北旺关帝庙               |      | 西北旺镇西北旺村               |      | 位于西北旺镇西北旺东村。始建于乾隆年间，道光年间重修，现有山门一座，旁门两座，正殿、东西配殿，后殿及耳房各一座，东西配房。除山门、后殿及耳房、东西配房之外，均为新建。后殿为卷棚硬山顶，旋子彩画，新修正殿门前有碑一通，碑额前书“万古不朽”，后书“因果不昧”，后殿门前有碑座一个。 |
| 镶白旗碉楼                 |      | 北京植物园内                   |      | 位于北京市植物园内。清中叶，乾隆皇帝为平定大小金川，在香山一带的八旗营房附近修建碉楼，用于军事训练。每旗八个，共六十四个。此碉楼即为其中之一。碉楼由毛石、青石混合砌筑。目前为北京植物园管理。 |
| 香山慈幼院址               |      | 香山公园内                     |      | 位于香山公园内。民国六年（1917），顺天府及直隶地区发大水，受灾民众数以百万计。民国时期政治家、慈善家熊希龄督办救灾善后事宜，收养遗弃儿童四百余人。慈幼局初在西安门内府右街培根女学旧址处，后由总统徐世昌与清室内务府协商，将三山五园之一的静宜园房产拨出以建慈幼院。建校工程于1919年动工，同年底竣工，熊希龄任院长。香山慈幼院总计救助了约一千名学生。慈幼院初建时分为男女两校，现在香山别墅的餐厅为原男校的食堂；香山饭店的餐厅为原女校的食堂，香山公园管理处所在地为香山慈幼院总院的旧址。院内镇芳楼原为慈幼院的董事会、评议会、院务会等开会的地方。 |
| 普安塔                     |      | 四王府村东北侧                 |      | 位于海淀区香山街道四王府东北山南坡，始建于辽。塔坐北朝南依山而建，高约九米，为七层八角八面密檐式砖塔，塔基为单层须弥座，东、西、南、北四面各有一拱形小门，其余面为窗形小龛，内刻神像，塔身内是一拱形小室，室内原有明正德年间普安菩萨一尊，今已无存。底檐为单昂斗拱，每角一攒，顶内收，轮廓线条柔和。塔身饰以白色。普安塔是海淀区现存最早的塔。目前为国务院机关事务管理局西山管理处管理。 |
| 正白旗北庙                 |      | 正白旗甲9号                    |      | 位于海淀区四季青镇正白旗甲9号，是海淀区仅存的清代旗营庙宇。庙坐北朝南，两进院落，北高南低。两进院均为三合布局。从南向北依次有垂花门、东西配殿、正殿，二进院东西配殿、正殿及耳房。一进院正殿后的抱厦内绘红楼梦故事画，保存较好。院内古树林立，有侧柏、桧柏、油松、白皮松及国槐等。目前为四王府小学使用。 |
| 佟麟阁墓                   |      | 北正黄旗18号                   |      | 佟麟阁(1892-1937)，原名佟凌阁，字捷三，河北省高阳县人。“七七事变”时佟麟阁将军指挥29军浴血奋战，壮烈牺牲，是我国抗战中最早捐躯疆场的高级将领。佟麟阁墓坐西南朝东北，依山而建，水泥台基，水泥宝顶。东侧为佟麟阁夫人彭静智之墓。墓园前立有“抗日烈士佟麟阁将军之墓”墓碑，立于1979年10月。墓园东侧立有北京市市政局所立“佟麟阁烈士之墓”的北京市重点烈士纪念建筑保护单位标志牌。墓园北侧有佟麟阁将军生平简介碑。墓东侧为佟麟阁将军纪念馆。 |
| 镶红旗碉楼                 |      | 团城西街红旗街3号院            |      | 位于香山街道红旗村3号院。清中叶，乾隆皇帝为平定大小金川，在香山一带的八旗营房附近修建碉楼，用于军事训练。每旗八个，共六十四个。此碉楼即为其中之一。碉楼由毛石、青石混合砌筑。目前为中国人民解放军炮兵司令部管理。 |
| 刘半农墓                   |      | 香山玉皇顶山上                 |      | 刘半农（1891-1934）是中国新文化运动先驱、文学家、语言学家和教育家，江苏江阴人，原名寿彭，后名复，初字半侬，后改半农，晚号曲庵，青年时游学欧洲九年，专攻语言学，获博士学位，回国后任北大中文系教授。民国二十三年（1934）六月赴绥园考察方言及声调，染回归热，返回北平，四日后卒，年44岁。主要作品有诗集《扬鞭集》、《瓦釜集》和《半农杂文》。刘半农墓建于1944年，南北走向，墓基为4米见方石台，基座为四方形石墩，高约1米。原墓碑已残，碑文为蔡元培所撰，碑额为章炳麟篆书，碑文为钱玄同书，十分珍贵，新碑为1989年重建。 |
| 刘天华墓                   |      | 香山玉皇顶山上                 |      | 刘天华（1895-1932），原名寿椿，生于江阴，是我国著名的民族音乐家、演奏家。逝世于北京，年仅37岁。1935年5月，刘天华与其胞兄刘半农共葬于香山玉皇顶。刘天华墓坐北朝南，呈长方形布局，原有墓碑“文革”期间被毁，现存于墓园北部。现有墓碑为1989年重立。墓碑为青石石质，正面镌刻“故音乐大师刘天华先生、夫人之墓， 胡光炜题”，碑阴碑文为金陵扬仲子书丹。石案为汉白玉石质，周围镌刻有纹饰。 |
| 马连良墓                   |      | 万花山上                       |      | 马连良（1901-1966），字温如，回族，北京人，中国著名京剧艺术家，京剧“四大须生”之冠，马派创始人，文革时受迫害致死。1972年建墓，墓坐北朝南，葬马连良及原配、继配两位夫人。墓园由西向东分别为陈慧琏之墓，马连良之墓，王慧茹之墓。该墓为大理石砌筑，建筑面积72米，保存较好。 |
| 梅兰芳墓                   |      | 万花山上                       |      | 梅兰芳(1894-1961)，原籍江苏，为我国著名京剧大师，梅派创始人。梅兰芳墓建于1961年，坐东朝西，居高临下，气势开阔。墓分两层，一层为梅兰芳先生之墓，长方形墓台为梅花形，汉白玉砌成。墓前树立2米高的汉白玉石碑，上面刻有梅先生好友许姬传手书的“梅兰芳之墓”五个鎏金大字，墓盖上刻一朵梅花。周围的水泥拦墙及地面均有梅花装饰，二层为梅先生家人的七座墓。上世纪九十年代中期，北京市文化局出资对该墓园进行了修缮。现在保存状况良好。 |
| 火神庙                     |      | 颐和园路与海淀路交叉口         |      | 位于燕园街道。建于清乾隆五十九年（1794）。自清康熙中叶以来，北京西郊兴建畅春园等皇家园林，海淀镇也随之日渐繁荣兴盛，商号多达百余家。商铺多为木结构，常有火灾之患。为祈平安，合镇绅商集资修建火神庙，供奉火神，并“作为本镇海晏水会办公及存储救火器处所”。该庙为道教庙宇，坐北朝南，原有山门、前殿、后殿。前殿东西各建游廊十间，现仅存后殿。现有后殿三间，小式大木，硬山调大脊，原苏式彩绘改为和玺彩绘。门前另有二通碑，一为乾隆年间六圣祠碑。曾于2001年修缮。 |
| 蒋家胡同四合院             |      | 北京大学校内                   |      | 位于北京大学。建于清光绪年间，原是天利木厂安联魁修建的宅院。天利木厂因清同治年间重修九州清晏工程而闻名。光绪年间慈禧太后兴建颐和园，天利木厂承包佛香阁等多项工程，将部分木料、砖瓦等运出，建造了蒋家胡同四合院。该院几经易手最后转卖给燕京大学。著名学者顾颉刚先生曾在此编纂《禹贡》杂志。宅院坐北朝南，广亮大门，门前有上马石，进门迎面是一座雕花清砖影壁，折而向西为屏风门，一进院落正北建一殿一卷垂花门。正厅为大式五楹，东西配房各三间，四角有抄手廊相通。院后有一小花园，种植花木，叠置峰石。山后建有单檐六角方亭一座，现归北京大学法学院使用。2001年由北京大学修缮并部分复建。 |
| 蔚秀园古建群               |      | 北京大学校内                   |      | 位于北京大学西门外， 始建于康熙四十六年（1707）， 最早是清圣祖皇子的赐园彩霞园，是圆明园的附园之一、三山五园的重要组成部分。雍正年间赐予和亲王弘昼，称和王园，清道光十六年（1836）转赐于定郡王载铨，更名为含芳园，咸丰三年（1853）载铨加亲王衔，含芳园又称定王园，咸丰八年（1858）含芳园转赐醇亲王奕譞，赐名蔚秀园。1931年，燕京大学购得此园，作为教职工宿舍。蔚秀园四周虎皮墙保存尚好，园内现中部、南部和东部仍大体保留着原有的山水格局，中岛前所周围的水面被部分填埋和分割，但南湖和与之相连的湖水、土山仍存，前所正房和部分房舍、湖西岸土山、四方亭和东所饭房仍存。 |
| 治贝子园                   |      | 北京大学校内                   |      | 位于北京大学逸夫一楼南侧。初为清宗室贝子载治的别业，俗称“治贝子园”，又叫“苏大人园”。光绪中叶，载治之子溥侗继有其地。后溥侗以该园为抵押，向银行借款，后无力偿款该园被银行拍卖，为燕京大学所得。20世纪90年代，在治贝子园遗址上，建造了北京大学中国哲学暨文化研究所办公院落。治贝子园整体坐北朝南，遗址周围的古白皮松、古油松、古槐树是昔日古园的重要见证。 |